# Осада Фасиса
Осада Фасиса — одно из сражений во время ирано-византийской войны между Византийской и Сасанидской империями, проходившее в 555—556 годах в Лазике.  Основным источником информации об осаде и последовавшей битве является историк VI века Агафий Миринейский.

Карта Лазики

## Предыстория
В 554 году персы одержали крупную победу над византийскими войсками при Телефисе, заставив последних отступить в западные районы страны, а затем удалось отразить нападение византийцев на крепость Оногурис. Весной 555 года персидский полководец Нахораган с армией около 60 000 человек приступил к осаде главного византийского оплота Фасиса, который лежал в устье одноименной реки (совр. Риони). Нахораган мог рассчитывать на легкую победу, поскольку город и его укрепления были построены из дерева и были уязвимы для огня.
Разноплеменные византийские войска (менее 20 000 человек) в этом районе возглавляли главнокомандующий в Армении Мартин и его заместитель Юстин. С востока, севера и запада Фасис был прикрыт рекой и Черным морем. У берега стоял византийский флот.

## Ход осады
После нескольких дней упорной работы персы засыпали ров, а также сумели окружить город со стороны реки, построив мост из лодок. Будучи многочисленнее своего противника, они стремились вызвать его на бой за стенами крепости, поэтому постоянно обстреливали из луков. Одна из вылазок ромеев едва не закончилась их истреблением.
Тяготы осады вызывали недовольство разноплеменного войска, поэтому Мартину пришлось пойти на хитрость, чтобы поднять боевой дух его солдат, и придумать уловку о приближении подкрепления. На эту уловку поддался и Нахораган, который решил бросить свои силы на штурм стен, надеясь захватить город до прибытия византийских подкреплений. 

## Ход битвы
Предупреждая действия противника, Юстин незаметно вывел из крепости отряд в 5000 кавалеристов и пехоту, чтобы в нужный момент атаковать с тыла атакующих город персов. Тем же утром сасанидские войска пошли на штурм, осыпая стрелами и дротиками защитников, в то время как деревянные стены пытались проломить таранами. Защитники ответили, сбрасывая «огромные каменные блоки» на тараны и более мелкие камни на вражеских солдат. Появление с тыла сил Юстина и их внезапная атака обескуражила персов, посчитавших, что люди Юстина и есть то ожидаемое византийское подкрепление. 
Атака кавалерии ромеев с тыла прорвала вражеские линии. Паникующие войска Сасанидов начали отступать. Когда осаждённые заметили, что осталось мало войск, осаждающих часть их укреплений, то произвели вылазку, усилившую дезорганизацию рядов противника, особенно дайлемитов, вынудив их бежать. Попытка других дайлемитов помочь и контратаковать провалилась. Таким образом, вылазка в одном месте вызвала всеобщее бегство сасанидских сил. Остальные византийские войска выступили из-за стен и начали преследовать бегущего противника. 
Все левое крыло иранской армии распалось, хотя правое крыло осталось неразбитым и продолжало сражаться. Оно могло бы остановить византийское наступление, но один из боевых слонов запаниковал и повернул против персидских рядов. Кони сасанидской кавалерии испугались, запаниковали и понеслись. В суматохе иранские войска рассеялись. Нахораган отдал команду к отступлению, но к тому времени большая часть его войск уже бежала с поля боя.

## Результаты
К наступлению ночи персы потеряли не менее десяти тысяч воинов и большую часть осадных орудий. Потери византийцев «не превышали двухсот». На следующий день Нахораган снял осаду и отступил. Его войска направились к Котаису и Мохерейсису, а затем, с приближением зимы, — в Кавказскую Иберию. Византийские войска продолжили контролировать западные районы Лазики. Когда новость о катастрофе достигла иранского шахиншаха Хосрова I, он в ярости приказал заживо содрать с Нахорагана кожу.